# Immunofluorescència

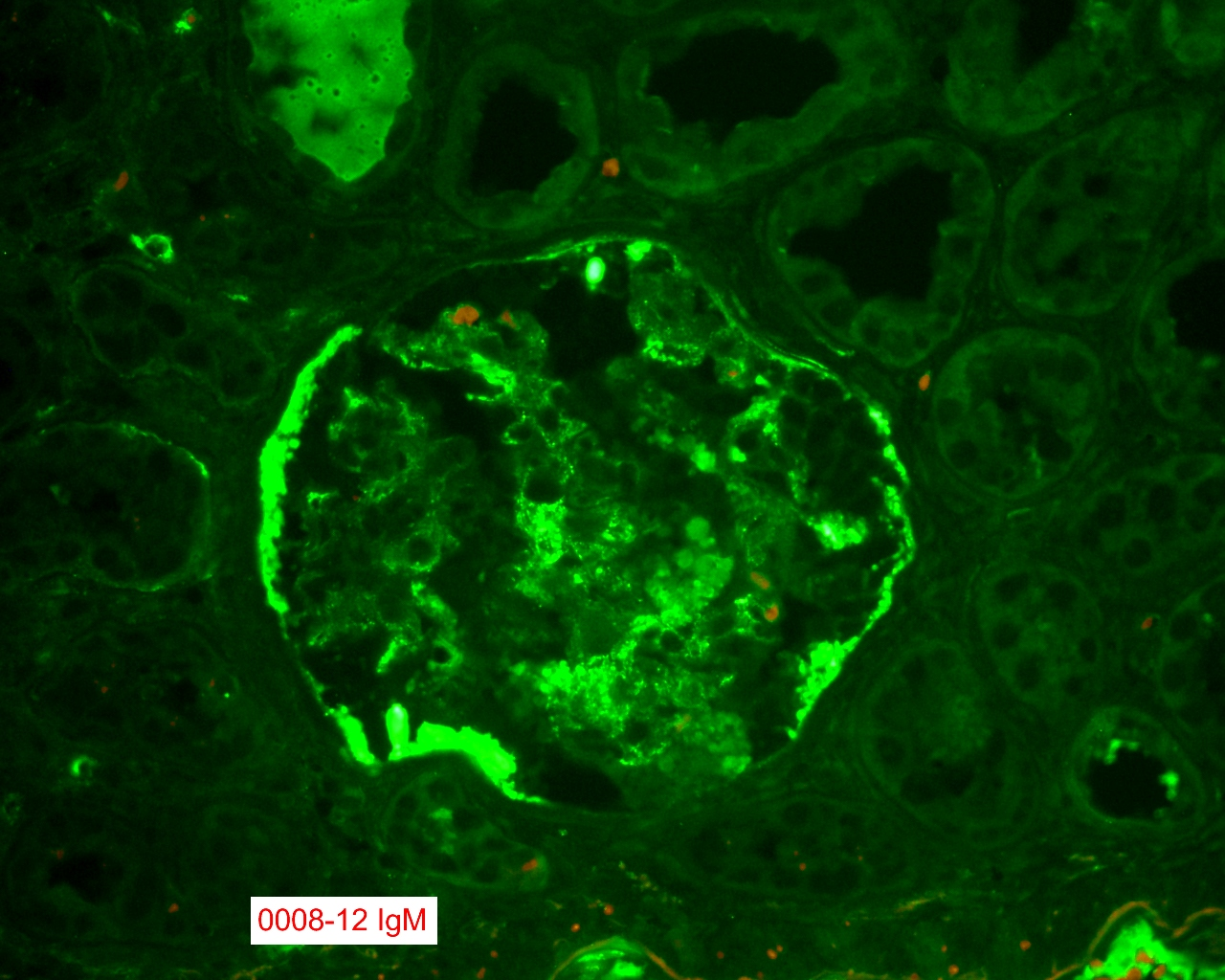
Tècnica d'immunofluorescència directa

La immunofluorescència (IF) és una tècnica que permet identificar microorganismes en mostres clíniques i detectar la presència d'un anticòs específic en el sèrum. Aquesta tècnica es basa en el marcatge dels anticossos monoclonals o anti-immunoglobulines específiques amb compostos fluorescents. La reacció d'aquests anticossos marcats amb els seus antígens corresponents dona lloc a immunocomplexos que es poden observar al microscopi de fluorescència, equipat amb una llum ultraviolada. Les molècules de colorants fluorescents (fluorocroms), en ser excitades amb energia electromagnètica d'una longitud d'ona apropiada, emeten radiació de major longitud d'ona, fàcilment detectable.
El fluorocrom més emprat és l'isotiocianat de fluoresceina (FITC) que absorbeix llum blava (490nm) i emet una fluorescència verd-groga intensa (571 nm).
Aquests procediments són ràpids, sensibles i molt específics.

## Història
Albert Coons, professor del departament de Bacteriologia i Immunologia a la Facultat de Medicina de Harvard i Membre de l'Acadèmia Nacional de Ciències, va ser el principal promotor i creador dels mètodes immunofluorescents.
Coons, va idear aquesta tècnica el 1942, per identificar les cèl·lules plasmàtiques com a generadores d'anticossos. Va demostrar l'existència d'antígens neumocòcisc en teixits, mitjançant anticossos marcats amb colorants; va ser l'inici de la Immunofluorescència.No obstant això, l'impuls per al desenvolupament d'aquesta tècnica prové de la seva formació mèdica i el seu interès en la patogènia de la febre reumàtica.

## Bases del funcionament
El desenvolupament de la immunofluorescència precisa d'un bon microscopi proveït d'un condensador de camp fosc, d'una font lluminosa especial i d'una bombeta de mercuri que produeixi llum ultra-violeta i de diversos filtres específics. Per tant, cada sistema està constituït per un filtre que subministra llum a una certa longitud d'ona que excita el fluoro-crom i un segon filtre barrera per excloure la llum excitant que permet la transmissió de la il·luminació fluorescent, de major longitud d'ona. La fluorescència arriba a la seva màxima excitació als 490nm i emet llum fluorescent al voltant dels 520nm.
Les làmpades més utilitzades per aconseguir una bona il·luminació són les de tungstè o de mercuri d'alta pressió.
Els microscopis equipats per la fluorescència són de dos tipus:
- De llum transmesa.

- De llum incident.

Difereixen en la incidència de la llum.

## Tècniques d'immunofluorescència
Hi ha diferents tècniques que utilitzen la immunofluorescència però les bases del funcionament són per a totes les mateixes.

### Immunofluorescència directa o primària (IFD)
En aquesta tècnica l'anticòs conjugat es posa en contacte directe amb la mostra que conté l'antigen. La mostra pot ser un tall histològic o una suspensió de cèl·lules. L'inconvenient principal d'aquesta prova és la necessitat de tenir un anticòs per cada antigen.

### Immunofluorescència indirecta o secundària (IFI)
Aquesta tècnica permet la detecció d'un anticòs en un sèrum sense necessitat d'estar conjugat amb un fluorocrom. Els anticossos marcats són en contra d'anticossos específics d'espècies. Per saber si hi ha un antigen en una mostra es busquen els seus anticossos. Es pot amplificar el senyal amb el sistema de complement.
És especialment utilitzada pel laboratori clínic. Evita la necessitat de purificar i conjugar individualment cada mostra de sèrum.

### Sistema biotina-avidina
L'avidina és una glicoproteïna bàsica derivada d'albúmina d'ou de 68.000 MW. Té una afinitat molt alta per a la vitamina biotina. La biotina fàcilment s'acobla de forma cobalent a una proteïna (anticòs) i després es fa reaccionar amb fluorocrom d'acoblament a l'avidina. Després de la reacció d'acoblament de l'antigen amb anticòs no marcat, l'anticòs marcat amb biotina s'afegeix el segon. Atès que moltes molècules de biotina es poden acoblar a un anticòs, l'addició posterior de l'avidina marcada amb un fluorocrom dona com a resultat una unió ferma amb una fluorescència excessivament brillant.

### Citometria de flux - FACS (Fluorescence Activated Cell Sorting)
La citometria de flux és un mètode que permet classificar i comptabilitzar les cèl·lules dels organismes multicel·lulars segons el seu fenotip, per tant, segons les proteïnes que expressen. Un dels avantatges que té és que les cèl·lules no es malmeten durant el procés.
Es parteix d'un líquid en un metràs on hi ha totes les cèl·lules barrejades. Cauen gota a gota per un capil·lar. Durant aquest trajecte reben una llum làser. La part dispersada d'aquesta llum permet classificar cada cèl·lula i mesurar la seva grandària.
Per marcar una subpoblació s'utilitzen anticossos conjugats amb un fluorocrom. Aquests anticossos són específics per alguna proteïna que únicament expressa la cèl·lula que es desitgi separar. La llum làser excita el fluorocrom que emet una llum d'una longitud d'ona determinada. Aquesta llum és captada pel fotomultiplicador. Es pot realitzar amb més d'un tipus cel·lular a la vegada buscant un anticòs específic per cada un d'ells i conjugant-los amb diferents fluorocroms.
Es recull tota la informació que ens dona la llum en un ordinador. D'aquesta forma es pot quantificar quantes cèl·lules tenim de cada tipus.
El pas final és la selecció de les cèl·lules que s'aconsegueix per la càrrega elèctrica. S'aplica un camp elèctric a la gota que surt del capil·lar. Durant la caiguda de la gota el camp fa separar les càrregues negatives, positives i neutres. Les cèl·lules separades van a parar a diferents tubs. El resultat final són tres tubs amb subpoblacions de cèl·lules classificades per la seva càrrega.

## Aplicacions clíniques
La immunofluorescència té aplicacions als camps de la bacteriologia, la virologia i la patologia.
- A bacteriologia, s'utilitza la immunofluorescència per la detecció de bacteris en fluids biològics. Però també per a la investigació d'antimicroorganismes per immunofluorescència indirecta.
- A virologia, s'utilitza la immunofluorescència directa per obtenir la cinètica d'aparició d'antigen cel·lular o viral. I la immunofluorescència indirecta s'utilitza per buscar una infecció pel virus.
- En patologia (biòpsia), la immunofluorescència directa s'utilitza per detectar dipòsits d'immunoglobulines o proteïnes del complement en els teixits. També en oncologia, permet quantificar l'expressió d'oncogens per citometria de flux. Finalment, la immunofluorescència es pot utilitzar per determinar la qualitat de l'esperma, per diagnosticar la infertilitat.
Una aplicació important de la immunofluorescència és la detecció d'autoanticossos en les malalties autoimmunitàries. Els fluorocroms més utilitzats són l'isiotiocianat de fluoresceïna, que dona fluorescència verda, i la rodamina, que la dona de color vermell ataronjat.
En aquestes tècniques s'enfronten l'antigen i l'anticòs marcat i després de fer un rentatge es fa la lectura en microscopi de fluorescència si s'estudien teixits, o en el citòmetre de flux si s'observen cèl·lules en suspensió.
Els substrats cel·lulars que s'utilitzen, van fixats en un portaobjectes, contenen els antígens corresponents als autoanticossos que es volen investigar i són:
-	 Estómac, fetge i ronyó de rata per identificar els autoanticossos ANAn antinuclears; AMA, antimitocondrials; PCA, anticèl·lules parietals gàstriques; ASMA, antimúscul llis; i LKM, antimacrosomes.
-	Cèl·lules Hep 2, que s'obtenen de cultius de línies cel·lulars humanes que tenen nuclis i nuclèols grans.
-	Crithidia lucilae, que és un protozou hemoflagelat per detectar anticossos anti-DNA.

Els resultats d'aquesta tècnica s'observen al microscopi de fluorescència i la imatge s'interpreta segons les característiques que presenti, anomenades patrons de fluorescència amb significat clínic. Per exemple, en la investigació dels ANA podem trobar els patrons següents: 
-	Patró homogeni: és l'expressió dels anticossos anti-DNA. Està associat al LES actiu.
-	Patró perifèric: és l'expressió dels anticossos anti-ds-DNA i antinucleoproteïnes solubles. Està associat al LES actiu.
-	Patró clapat: és l'expressió de diversos antígens nuclears diferents dels DNA. Està associat a l'esclerodèrmia.
-	Patró nucleolar: és la tinció homogènia dels nuclèols. Està associat a l'esclerodèrmia.
Són inconvenients d'aquesta tècnica que és molt subjectiva, que és difícil d'estandarditzar i que no permet quantificar, els resultats són semiquantitatius.

## Avantatges i Inconvenients
La immunofluorescència en comparació a altres proves diagnòstiques permet treballar directament sobre un teixit o mostra sense la necessitat de fer cultius, el qual es tradueix en un menor temps per a obtenir un diagnòstic. Permet treballar sense esterilitat, amb organismes no viables i fins i tot amb mostres contaminades. Degut a les característiques de la unió antigen-anticòs és una tècnica molt sensible. Quant a l'específicitat, aquesta és molt similar a la del ELISA, en el cas de la immunofluorescència indirecta fins i tot una mica major.
Els principals inconvenients de la immunofluorescència són els costos dels equips i reactius necessaris per a la prova i el fet que cal personal especialitzat per a dur la prova a terme. A més per a un màxim d'especificitat sempre serà menys específica que la PCR.
Un altre problema que té la immunofluorescència com tenen altres tipus de tècniques de fluorescència és el procés anomenat en anglès photobleaching. Aquest procés es caracteritza per la pèrdua de la capacitat d'emetre fluorescència per part del fluorocrom. Això es deu al fet que en incidir els fotons en el fluorocrom, es poden formar espècies reactives d'oxigen com a subproducte de la fluorescència, les quals interfereixen en l'alliberament d'energia que es tradueix en fluorescència per part del fluorocrom, disminuint per tant la fluorescència de la mostra. Aquest procés es pot minimitzar reduint la duració i la intensitat de l'excitació lumínica dels fluorocroms i minimitzant la presència d'espècies reactives d'oxigen.

## Exemples d'aplicacions d'immunoflorescència
Tècniques de detecció d'anticossos antinuclears (ANAn) que es poden trobar en el sèrum de determinats malalts. Per realitzar aquesta tècnica s'utilitza un substrat, que habitualment és fetge de rata (també s'utilitza fetge humà o cèl·lules limfoides). Es fan talls fins del fetge, es fixa sobre un portaobjecte i s'hi col·loca el sèrum problema. Caldrà incubar, practicar un rentatge i afegir les antiglobulines humanes marcades amb fluoresceïna o rodamina. Aquestes antiglobulines humanes s'han obtingut injectant immunoglobulina humana a altres espècies com el conill, el xai, etc. Es torna a incubar, a rentar i els preparats ja es poden observar al microscopi de fluorescència.
Si el sèrum del pacient tenia anticossos antinuclears, aquests, aniran a fixar-se a nivell dels nuclis i com hem utilitzat antiglobulines marcades, veurem la fluorescència positiva en aquests nuclis. Per fer una correcta observació tindrem en compte dos paràmetres:
a.- Títol de positivitat: que és la darrera dilució del sèrum problema que encara ens dona fluorescència positiva.
b.- Tipus de patró:
- Patró perifèric que equival a un halo de positivitat al voltant del nucli (nivell perinuclear). Aquest patró és degut a anticossos anti DNA de doble cadena.
- Patró motejat o clapejat: en el que hi ha petites clapes o motes. Aquest patró està produït per anticossos anti-ENA (antigen nuclear extraïble). Aquests tenen dues fraccions: 
1- La fracció resistent a la ribonucleasa (Sm).
2- La fracció ribonucleasa sensible (RNP).
- Patró homogeni: tot el nucli fluorescent. Aquest patró està produït per anticossos antinuclears dirigits contra diverses zones del nucli.
-Patró nucleolar; només es veu la fluorescència en el nuclèol. Aquest patró tradueix anticossos anti-RNA ribosomal.

### Interpretació clínica dels patrons
Aquestes tècniques poden utilitzar-se per a diagnosticar malalties reumàtiques i del teixit connectiu com són les següents:
- Lupus eritematós disseminat (LED).
- Síndrome de Sjoëgren.
- Esclerodèrmia.
- Malaltia mixta del teixit connectiu.
- Polimiositis.
- Dermatomiositis.

La principal utilitat de les tècniques de fluorescència és per a excloure el LES, ja que pràcticament el 100% dels lupus tenen anticossos antinuclears. O sigui que si aquesta tècnica dona negativa, exclourem el LES. Si els anticossos antinuclears són positius no ens indicarà necessàriament que tenim un lupus, ja que altres malalties també poden presentar anticossos antinuclears positius. El més típic del lupus és un títol elevat i un patró perifèric o bé homogeni.
- Si el títol fos elevat i el patró motejat tant es podrà tractar d'un LES o d'una malaltia mixta del teixit connectiu. El patró nucleolar és típic de l'esclerodèrmia.
- Si el títol no és elevat la diferenciació d'aquesta malaltia és molt difícil i haurem d'utilitzar altres tècniques més sofisticades com són:

Tècniques de detecció dels anticossos anti DNA i dosificació dels mateixos:
- RIA: radioimmunoanàlisis.
- Ús de flagel·lats, concretament la critídia luciliae que és un flagel·lat que té a la base del seu flagel una estructura anomenada quinetoplast amb DNA de doble cadena; per tant, si observem que aquestes critídies presenten immunofluorescència a nivell del quinetoplast direm que estem davant de la presència d'anticossos anti DNA. Aquests anticossos anti DNA són més específics dels lupus que els ANA.

Tècniques de determinació dels anticossos anti-ENA: aquestes tècniques ens seran d'utilitat en alguns casos. Els anticossos anti ENA podran ser detectats per:
- tècniques d'hemaglutinació.
- tècniques de contraimmunoelectroforesi: aquests ENA estan formats per dues fraccions (Sm i RNP). El trobar-nos anticossos anti-Sm és pràcticament diagnòstic de LES. El problema és només el 20% dels LES presenten anticossos anti-Sm. En canvi la presència dels anticossos anti RNP es troba tant en el LES com en les connectivitis mixtes però amb una particularitat i és que en les connectivitis el títol és molt més elevat. El patró motejat el donen el LES i les connectivitis mixtes i quan el trobem sobre el mateix tall realitzarem un tractament amb ribonucleasa i si ens desapareix aquell patró direm que aquell patró era degut a RNP i, per tant, es tractarà d'una connectivitis.